# 아미르 엘팔라키
아미르 엘팔라키(Amir El-Falaki, 1973년 8월 12일 ~ )는 덴마크의 가수이다. 모로코 혈통을 갖고 있으며 음악 그룹 토이박스의 멤버이기도 하다.